# Раевский, Игорь Иванович
Игорь Иванович Раевский (род. 30 января 1937, Москва) — советский и российский хормейстер, дирижёр, педагог, народный артист РСФСР (1978), полковник.

## Биография
Игорь Иванович Раевский родился 30 января 1937 года в Москве. Отец Иван Васильевич Раевский погиб на фронте, мать тяжело болела и умерла в 1947 году. В 9 лет остался сиротой.
В 1949—1954 годах учился в Московском хоровом училище им. Свешникова (сейчас Академия хорового искусства имени В. С. Попова). В 1954—1958 годах обучался на военно-дирижёрском факультете (Институт военных дирижёров) при Московской консерватории.
В 1958—1963 годах был художественным руководителем Ансамбля песни и пляски ВВС группы советских войск в  Германии. В 1963—1968 годах — художественный руководитель Ансамбля песни и пляски Белорусского военного округа в Минске. Здесь зарождался знаменитый впоследствии советский ансамбль «Песняры» п/р Мулявина.
В 1968—1974 годах — создатель и художественный руководитель Ансамбля песни и пляски Центральной группы войск (в Чехословацкой ССР). В 1974—1984 годах — художественный руководитель Ансамбля песни и пляски Московского округа ПВО, а в 1990—1995 годах служил главным хормейстером ансамбля.
В 1984—1994 годах преподавал на военно-дирижёрском факультете при Московской государственной консерватории им. П. Чайковского (доцент, профессор).
В 1995—2007 годах — художественный руководитель и главный дирижёр Государственного академического русского народного хора им. А. Свешникова. Гастролировал в Швеции, Польше, Китае, Греции, Израиле, Египте, Корее, Тайване, Гонконге.
В 2008—2012 годах — художественный руководитель и главный дирижёр Академического ансамбля песни и пляски Российской Армии имени А. В. Александрова.
В его репертуаре были такие произведения ораториально-кантатного жанра, как «Реквием» В. Моцарта, «Торжественная месса» и «Девятая симфония» Л. ван Бетховена, «Сотворение мира» Й. Гайдна, хоровые произведеня И. Баха и Г. Генделя; произведения европейских композиторов: «Глория» А. Вивальди, «Глория» К. Монтеверди, сочинения О. Лассо, Ж. Депре, А. Лотти, Н. Иомелли, также хоровое творчество М. Глинки, П. Чайковского, А. Алябьева, А. Гурилева, Н. Римского-Корсакова, обработки народных песен М. Мусоргского и его вокально-симфонические произведения «Царь Эдип», «Поражение Сенахериба», «Иисус Навин». Исполнял знаменитые духовные концерты Н. Калинникова, Д. Бортнянского и М. Березовского, а также более поздние образцы этого жанра: «Страстная седмица» А. Гречанинова, «Отче наш» А. Александрова, «Запечатленный ангел» Р. Щедрина, шедевры С. Рахманинова «Литургия», «Всенощная», «Колокола».

## Семья
- Отец — советский военный Иван Васильевич Раевский (1907—1943), работал на заводе имени Сталина в Москве; в 1939 году был призван на военную службу, погиб на фронте в 1943 году, Герой Советского Союза.
- Мать — Надежда Николаевна Раевская (1914—1947), воспитательница детского сада.
- Жена — Елена Викторовна Раевская (род. 1957), артистка балета, преподаватель. 
  - Сын — Андрей Игоревич Раевский, бизнесмен.
  - Дочь — Елена Игоревна Раевская, окончила Институт экономики и права, воспитывает сына. 
    - Внуки — Александр, Анастасия, Павел

## Награды и премии
- Заслуженный артист Белорусской ССР (1967).
- Народный артист РСФСР (09.03.1978)[1].
- Орден Почёта (07.12.2012)[2].
- Лауреат Государственной премии Чехословацкой ССР (1970).
- Академик Международной академии духовного единства народов мира (2009).
- Награды Министерства обороны РФ.